# Contrat en droit suisse
Un contrat en droit suisse est défini par l'article 1, alinéa premier du Code des obligations : « Le contrat est parfait lorsque les parties ont, réciproquement et d'une manière concordante, manifesté leur volonté ».
Comme dans de nombreux pays de tradition juridique romano-civiliste, le contrat en droit suisse est l'échange d'au moins deux manifestations de volonté, appelées l'offre et l'acceptation, par lesquelles les parties décident de produire un effet juridique.
Le contrat est donc un acte juridique bilatéral ou multilatéral. Sa définition repose sur la notion de manifestation de volonté, notamment élaborée par Friedrich Carl von Savigny au XIXe siècle, qui est définie comme la « communication de la volonté de créer, modifier ou éteindre un droit ou un rapport de droit ».

## Terminologie
Le terme « contrat » est employé dans plusieurs sens différents:
1. Il désigne l'acte juridique tel que défini ci-dessus.
2. Il désigne l'ensemble des conséquences juridiques (obligations, droits formateurs, etc.) issues de cet acte juridique.
3. Il désigne le document écrit qui matérialise parfois l'accord des volontés. Cette acception n'a qu'un sens quotidien et informel, car les contrats compris comme actes juridiques ne sont pas obligatoirement passés par écrit (principe de liberté de la forme, art. 1 al. 2 et 11 al. 1 CO).

## Bases légales
Les contrats de droit suisse sont principalement régis par le Code des obligations du 30 mars 1911. Celui-ci contient deux catégories de règles régissant les contrats : 
1. Les règles générales, qui sont applicables à tous les contrats, quel que soit leur contenu ou leur type. Il s'agit principalement des articles 1 à 39 CO, qui traitent de la conclusion des contrats, de leur interprétation, de leur validité et de la représentation.
2. Les règles spéciales, qui s'appliquent à certains types de contrats particuliers (en plus des règles générales). Les types contractuels sont principalement régis par la partie spéciale du Code des obligations, c'est-à-dire par les art. 184 ss CO (vente : art. 184 ss CO; bail à loyer : art. 253 ss CO; travail : art. 319 ss CO, etc.).

En plus du Code des obligations, certains types de contrats sont régis par d'autres lois fédérales : 
1. Par le Code civil : Contrat de mariage, pacte successoral, etc.
2. Par d'autres lois du droit privé : Loi sur le contrat d'assurance privée, Loi sur les voyages à forfait, Loi sur le crédit à la consommation, etc.

La Constitution fédérale ne régit pas directement les contrats, mais elle garantit la liberté contractuelle (souvent rattachée à la liberté économique, art. 27 Cst. ; cf. aussi art. 94 Cst.), et définit d'autre part certains domaines dans lesquels le législateur peut ou doit agir pour protéger la « partie faible » au contrat (consommateur, art. 97 Cst. ; travailleur, art. 110 Cst.; locataire, art. 109 Cst.).

### Bases légales
- Code des obligations (CO) du 30 mars 1911 (état le 30 avril 2020), RS 220.